# Avenida Iris (Tranvía de San Diego)
La Avenida Iris es una estación del Trolley de San Diego localizada en San Diego, California funciona con la línea Azul. La estación norte de la que procede a esta estación es la Avenida Palm y la estación siguiente sur es Beyer Blvd.

## Zona
La estación se encuentra localizada entre la Avenida Iris y la 30ª Calle cerca de Comunidad Siervos de Cristo, Border View YMCA y otras empresas como VCI G12 San Diego Visión Celular Internacional. 

## Conexiones
Las líneas de buses que sirven a esta estación son los autobuses de las Rutas 901, 905, 929, 932, 933 y 934.